# خيسوس أيالا
خيسوس أيالا (بالإسبانية: Jesús María Ayala Sánchez)‏ هو لاعب كرة قدم إسباني، ولد في 16 نوفمبر 1993 في الجزيرة الخضراء في إسبانيا. لعب مع ريكرياتيفو.

## وصلات خارجية
- خيسوس أيالا على موقع قاعدة بيانات كرة القدم.إي يو (الإنجليزية)
- خيسوس أيالا على موقع Soccerway.com (الإنجليزية)
- خيسوس أيالا على موقع AS.com (الإسبانية)